# 托馬斯·蒙塔古
托馬斯·蒙塔居（英語：Thomas Montagu，1388年6月13日—1428年11月3日），第四代索爾茲伯里伯爵 ，KG，是一名英格蘭貴族，及英法百年戰爭期間一名重要英軍將領。

## 家世背景

托馬斯·蒙塔居的徽章。紅色三連菱形代表蒙塔居家族，黃底綠鷹代表莫蒂默家族。

托馬斯是第三代索爾茲伯里伯爵約翰·蒙塔居的長子，母親是莫德·法蘭西斯，倫敦市長亞當·法蘭西斯的女兒。父親在1400年因為密謀對抗英王亨利四世而被處決，他的領地被沒收，部分領地直到1409年才由托馬斯取回，1421年取回全部領地。

## 生涯
托馬斯在1409年以索爾茲伯里伯爵的身分被召入議會，然而他到1421年才被正式授予伯爵地位。1414年受封為嘉德騎士團成員。1415年7月，劍橋伯爵理查被控密謀對抗亨利五世，托馬斯為審判委員會的七名審判人之一。接著他加入亨利五世對法蘭西的軍事行動，在哈弗勒爾圍城戰與阿金庫爾戰役中參戰。托馬斯在接下來數年轉戰法蘭西各地，1419年成為獨立指揮官並被任命為諾曼第中將。亨利五世為他的追隨者建立多個諾曼第爵位，其中托馬斯被封為佩爾克伯爵。
雖然他被授予數個外交任務，但他幾乎不參與政治事務，專注在法蘭西的士兵生涯，率領部隊在百年戰爭的重要戰場進行游擊和圍城。1423年，他被任命為香檳總督，在1425年占領勒曼。在回國一年後於1428年再度重拾指揮官職位，並率軍參加奧爾良之圍，然而卻在該年11月3日戰死。

## 婚姻與子嗣
托馬斯有兩任妻子：
- 第一任：埃利諾·荷蘭德（英语：Eleanor Holland, Countess of Salisbury）。第二代肯特伯爵托馬斯·荷蘭德（英语：Thomas Holland, 2nd Earl of Kent）之女，第四代肯特伯爵艾德蒙·荷蘭德（英语：Edmund Holland, 4th Earl of Kent）的妹妹。埃利諾育有一女：艾莉絲·蒙塔居（英语：Alice Montacute, 5th Countess of Salisbury），和理查·內維爾（英语：Richard Neville, 5th Earl of Salisbury）結婚，理查後來依據妻權繼承索爾茲伯里伯爵。
- 第二任：艾莉絲·喬叟（英语：Alice Chaucer, Duchess of Suffolk）。托馬斯·喬叟（英语：Thomas Chaucer）之女，及著名英格蘭詩人傑弗里·喬叟的孫女。

## 戰死

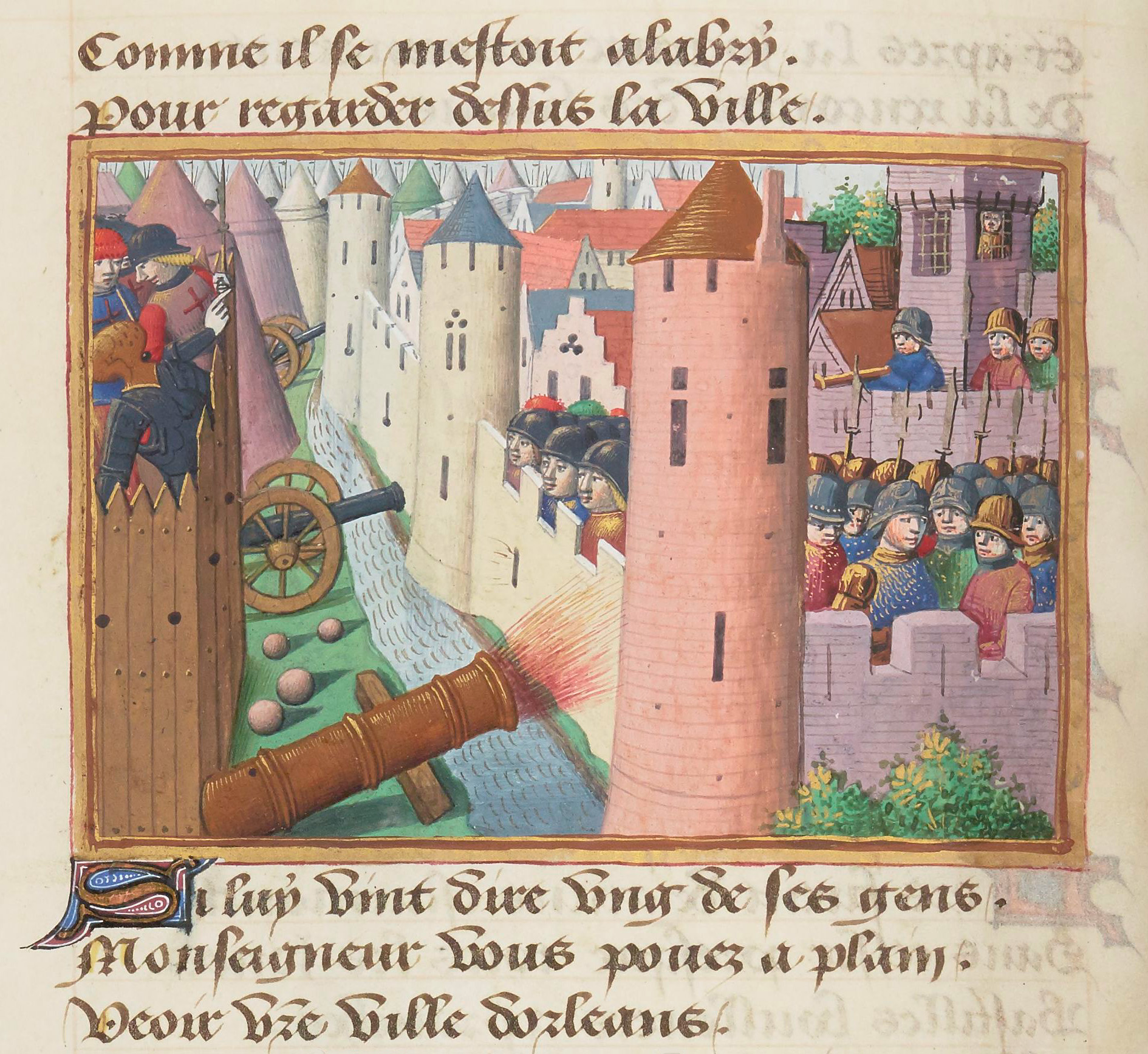
托馬斯·蒙塔居在1428年奧爾良之圍期間受到致命傷。

1428年10月27日，奧爾良之圍期間，托馬斯所處的塔樓遭到砲彈擊中而受傷，關於他受傷的狀況有多種不同的說法，編年史家恩格宏·德·蒙斯特雷描述有塊石頭從窗戶射入，削去托馬斯臉龐的一部份。數日後，在1428年11月3日，托馬斯傷重不治，逝於羅亞爾河畔默恩。

## 外部連結
- Hundred Years War: Thomas Montacute, 4th Earl of Salisbury (1388–1428) （页面存档备份，存于）
- Royal Berkshire History: Thomas Montacute, Earl of Salisbury (1388–1428) （页面存档备份，存于）

| 官衔               | 官衔                     | 官衔                 |
| ------------------ | ------------------------ | -------------------- |
| 前任： –           | 香檳總督 1423–1424       | 繼任： –             |
| 法國貴族爵位       |                          |                      |
| 前任： 新建        | 佩爾克伯爵 1419–1428     | 繼任： 廢除          |
| 英格蘭貴族爵位     |                          |                      |
| 前任： 約翰·蒙塔居 | 莫蒂默男爵 1421–1428     | 繼任： 艾莉絲·蒙塔居 |
| 前任： 約翰·蒙塔居 | 索爾茲伯里伯爵 1421–1428 | 繼任： 艾莉絲·蒙塔居 |